# Emirat de Brakna
L'emirat de Brakna fou un estat tribal que va existir al sud de Mauritània del segle xvii al segle xx.

## Origen
A finals del segle xiv van arribar a la moderna Mauritània bandes d'origen àrab en un territori que fins aleshores era amazic; aquesta penetració no fou plenament pacifica però els àrabs van acabar imposant les seves normes als amazics. Entre aquests grups el principal era els dels hassànides o hassanis, dirigits per Hassan que van arribar a l'entorn del 1400 i es van dividir en dues seccions, dirigides pels dos fills d'Hassan, Oudeï i Delim. D'aquest darrer van sorgir els Oulad Delim, que van formar un clan menor. D'Oudeï van sortir les tribus hassànides de Trarza i Brakna.
Oudeï va tenir quatre fills: Marfar, origen dels merafra; Rizg, origen dels Oulad Rizg; els Oulad Rizg van dominar el Tiris i dependències; Muhammad que pel seu fill Daud va ser origen del Oulad Daud Muhammad; i Arrouq que pel seu fill Daud fou origen dels Oulad Daud Arrouq. Els Oulad Rizg es van dividir en els cinc fills de Rizg en els Oulad Mezzouq, els Oulad Aïd, els Djaafar, els Sekakna i els Rehamna (o Rehamin), respectivament sorgits de Mezzouq, Aïd, Djaafer, Sekkoun i Rahmoun. Els Oulad Rizg subsisteixen avui dia al Trarza, però són pocs i amb poca influència i s'han dividit amb els anys amb faccions independents (Oulad Moussa, Oulad Beniouk, Oulad Khalifa, Oulad Ben Ali, aliats dels Oulad Ahmed ben Dâmân, i Oulad Aïd, units als Arroueïjat del Trarza i a algunes tribus del Brakna i el Gorgol, i algunes encara menors). Sempre foren considerats àrabs.

## Els Oulad Rizg
Els Oulad Rizg van predominar en el segle xv, però una altra branca també sorgida d'Oudeï, creixia i al final del segle va acabar adquirint l'hegemonia: els Merafa originats en Marfar, fill d'Oudeï i germà de Rizg. Els merafes foren considerats «guerrers valents i relativament honestos». Es van dividir en dues bandes, la derivada de Muhammad ibn Omran (fill d'Othman i net de Marfar) coneguts com els Oulad Mbarek; i les del germà de Muhammad, de nom Heddaj, fill d'Omran i net d'Othman (el fill de Marfar). Aquesta darrera banda dirigida pels tres fills d'Heddaj: Terrouz, Barkenni i Khaou, va tenir problemes interns fins que al cap d'un segle es van organitzar com les tribus Trarza, Brakna i Khouaouat.

## Els Oulad Mbarek
A l'inici del segle xvi l'hegemonia al Tiris va passar als Oulad Mbarek vencent la resistència dels seus cosins Oulad Rizg (lluites de les que la història no ha deixat cap record). La tradició dels Zouaïa només cita alguns fets del domini dels Oulad Mbarek, especialment referits a l'opressió que van imposar als marabuts. A finals del segle van emigrar cap al Hodh on encara viuen avui dia.
El grup Zouaïa dels Yaqoubïïn (avui dia derivats en dues tribus tachomcha: Id Eqouïb i Ahel Barik Allah dels Trarza que vivien aleshores a Tin Mejouk), van refusar pagar tribut. Ahmed Doula, el seu cap (la família encara existeix) va comunicar a Oudeïk anomenat el Calb, cap dels Oulad Mbarek, la decisió de la tribu. El Calb va decidir atacar als rebels i aquests es van reagrupar sota el santó Habib Allah ben Yaqoub, al que havien demanat ajut. Oudeïk fou atacat llavors pels Oulad Zenaguïa dels braknes i es va lliurar un combat a Aguiert en el qual Oudeïk va morir a mans d'Al-Ograïra ben Al-Afna salvant així als Zouaïa. Al final del segle xvi els Oulad Mbarek van emigrar de Mauritània permetent així la pujada dels Trarza-Brakna a la regió que després va agafar el seu nom.

## Tribus i clans Brakna
Al segle xv els primers descendents de Hassan van arribar a la zona; els fills d'Heddaj (cinquena generació després de Hassan, seguit per Oudei, Marfar, Othman, Omran i Heddaj), Barkenni i Terrouz, que dirigien el grup invasor, es van acabar separant per querelles intestines, sorgides a causa del repartiment del botí. Els fills i servidors de Barkenni, que van viure al segle xv, van ser l'origen del poble brakna (de Barkenni en deriva brakna) que apareix al segle xvi. Els trarza es van formar de la mateixa manera amb els fills i servidors de Terrouz. Els dos clans van eliminar l'hegemonia dels Oulad Mbarek als que van expulsar a l'est on encara viuen. El segle xv es va omplir amb tres generacions: Barkenni, Mellouk (el seu fill), i Kerroum (fill de Mellouk) dels que res és conegut.
A l'inici del segle xvi els tres fils de Kerroum van formar les tribus d'origen brakna: 
- a) Abd Al-Jebbar a través del seu fill Ahmed va originar els Oulad Ahmed i pel seu fill Biri Uld Mohammed els Oulad Biri.
- b) Abd Allah donara origen als Oulad Abd Allah, únics que en el llenguatge corrent són anomenats braknes.
- c) Al-Yatim fou l'ancestre epònim dels Litama.

Això va originar les quatre tribus brakna; els Oulad Biri, els Oulad Ahmed, els Oulad Abd Allah i els Litama.
Les Oulad Biri van habitar els confins del Trarza i del Brakna i van patir la influència dels Trarza fins a acabar sent considerat part dels trarza; orientats cap al marabutisme no van renunciar al seu origen brakna i van conservar relacions estretes amb les tribus braknes, especialment amb els Oulad Ahmed.
Els Litama establerts a l'est, foren en part sotmesos pels Id Ou Aïch del Tagant (Taganit) i es van barrejar amb els elements negres i van derivar en un grup a la vora del riu Senegal i del Gorgor, identificat amb els Zenaga.
Només els Oulad Abd Allah i els Oulad Ahmed van restar autèntics fills de Barkenni (braknes), guerrers saquejadors, hassans descreguts i caps polític del país al que van donar el seu nom. I només els Oulad Abd Allah van conservar el nom del seu ancestre epònim i foren els únics que es van dir «Brakna». Els trarza i els brakna van lluitar contra els Oulad Rizg (fill de Rizg, nets d'Oudei i besnets de Hassan) a l'inici del segle xvii als que van acabar sotmetent. El clan dels Zouaïa, que havien ajudat als veçuts, van pensar fugir però finalment es van quedar i es van desclassar i van quedar afegits als braknes mentre que als Dieïdiba es van afegir els Beni Iddan Abiaj, del grup dels Tachomcha. Els fills de Kerroum (fill de Mellouk, net de Barkenni), fou qui, al front del grup brakna i amb ajut dels trarza havia incorporat als Oulad Rizg. Mokktar, fill d'Abd Allah ibn Kerroum (l'ancestre epònim dels Oulad Abd Allah) va fer aliança amb el trarza Ahmed ben Dâmân (ancestre dels Oulad Oulad Dâmân contra els Zouaïa d'al-Fadel (Sidi-l-Falli), fils de Mohammed ben Dîman. Ahmed ben Dâmân va recomanar fer regals als Zouaïa en comptes de sotmetre'ls a tribut i això va segellar l'aliança de les tres tribus tot i que no és clar si en alguns períodes els Zouaïa foren aliats o tributaris. Se sap de l'odi de Sid Al-Fadel (Sidi-l-Falli), el principal cap marabut dels Zouaïa, envers els hassans: «odio als Merafra perquè van exterminar als meus descendents». Si que se sap que van estar sovint en guerra, ja que pobles àrabs i amazics no podien viure junts. La història dels Zouaïa explica que Sid Brahim, cap del clan hassànida dels Aroussiïn, que pretenia dirigir als Zouaïa, va enviar el seu fill Al-Habib, al front d'una columna a recaptar un tribut al que creia que tenia dret però els Zouaïa van reunir les seves forces a Tin Goufanin i sota consell del marabut Lamin ibn Barik Allah (al que van prometre una notable recompensa si els ajudava) i aquest va organitzar una cerimònia que va impressionar als Aroussiïn, que es van acabar retirant.

## La guerra de Babbah
Els esdeveniments de meitat del segle xvii van modificar la situació de les tribus maures i van establir les condicions de vida en el futur. Aleshores els amazics seguien oposant-se a pagar tribut a les tribus àrabs. Va sorgir un gran marabut i imam, Nacer ad-Din, que va intentar canviar les coses; els amazics units sota el seu baraka i sota aquest imam, no van no obstant triomfar i no van poder exterminar als hassànides i a la mort de Nacer ad-Din, les divisions que van seguir van anul·lar el seu èxit inicial. Aquesta guerra es va dir la «guerra de Babbah». Els amazics no van saber unir-se contra l'enemic, i només els Dieïdiba van lluitar a fons amb l'imam, però algun altres o se'n van desentendre o es van limitar a contenir els atacs dels hassànides; en canvi els braknes i els trarzes van lluitar com un sol home. Els Dieïdiba, al curs de la lluita, vers 1668, es van separar de la resta dels amazics i van provocar una escissió proclamant un altre imam, Nahoui ben Agd Abd Allah, contra Munir ad-Din, germà de Nacer ad-Din i cinquè imam. Es va arribar a un acord i Munir va conservar el títol i Nahoui fou el seu "Khalifa" oficial; no va poder fer valer els seus consells sobre les decisions de Munir, un home jove i sense experiència, i els dos van fer front a les forces hassànides tot i que estaven en inferioritat; foren derrotats i morts a Dokol, a 20 kilòmetres més amunt de Dagana (vers 1670). No se sap a quina tribu pertanyia Nahoui ben Agd Abd Allah, el germà del qual, Agd al-Mokhtar, fou el sisè i darrer imam, però es creu que pertanyien a una tribu marabútica dels brakna, probablement els Dieïdiba. Fou en el territori dels brakna on es van desenvolupar els darrers incidents de la lluita (1670-1674). L'imam va fer incursions sovint exitoses contra els Oulad Abd Allah, els Oulad Mbarek i els Litama. El combat final es va lliurar a Tin Ifdadh, prop d'Ouezzan, a l'Agan (Brakna septentrional). Agd Al-Mokhtar, el seu germà Imijen, i els darrers guerres Zaouïa van morir. El 1674 es va signar un acord de pau a Tin Iefdah pel qual els Zaouïa s'obligaven a donar hospitalitat als Merafra que ho demanassin, almenys tres dies; els Zaouïa deixarien tornar a casa seva, facilitant cavall o camell o tots els hassànides que preguntessin pel camí; i els hassànides tindrien dret a un terç de l'aigua dels pous. Els Dieïdiba van passar a ser vassalls dels Oulad Abd Allah. Els hassànides van restar fidels als seus tolba. En aquest moment a la Mauritània del sud la influència amaziga era profunda, i la major part dels noms de persones i llocs eren amazics, la llengua habitual era l'amaziga i les tribus d'origen àrab portaven un nom amazic (anomenat zenagui) al costat del seu nom àrab; però a partir de la derrota dels imams l'àrab com a llengua i els costum àrabs al dia a dia van entrar amb força (avui dia es parla l'àrab i l'amazic ha desaparegut del territori brakna).

## L'emirat de Brakna
Aquest fou l'inici real de l'emirat. Ja hem parlat de Brakenni, l'ancestre dels Brakna. Va tenir un fill, Melluk, pare de Karrum, el qual va tenir tres fills: 	Abd Al-Jebbar (ancestre pels seus dos fills dels Oulad Biri i Oulad Ahmed), Abd Allah (ancestre dels Oulad Abd Allah) i Al-Yatim (ancestre dels Litama establerts al Gorgol). Abd Allah, que vivia al segle xvi, va dirigir la branca major dels brakna i va tenir sis fils: Mohammed, Bakar, Mansour, Mokhtar, Naggad i Eli. El fill gran Mohammed fou el cap de la tenda de comandament i va tenir tres fills: el gran Normach va originar els Oulad Normach (vers 1650-1766); el segon fill Siyed, els Oulad Siyed (1766-1903). Un tercer fill, Oubbeïch, va tenir descendència que es va barrejar amb els normach i altres grups. Un germà de Mohammad ould Abd Allah, Bakar, fou un destacat cap de guerra del segle xvii (va morir el 1680) i se suposa que va dirigir la guerra contra els marabuts però la història no en parla; la seva descendència es va unir als normach i alguns als Oulad Ahmed. La descendència dels altres fills d'Abd Allah es va barrejar amb els Ouled Normach o els Ouled Siyed (Mansur, Mokhtar i Naggad) excepte la d'Eli que va emigrar a l'est i va formar la tribu dels Ouled Eli que avui dia viu al Gorgol i Assaba. La dinastia regnant inicial fou la dels Ouled Abd Allah al front d'una confederació marafra àrab (els descendents de Marfar Ould Oudeï) de la que també formaven part a més dels brakna, els trarza (que gaudien d'una virtual independència), els Oulad Mbarek, els Oulad Ghouizi i els Oulad Nacer.

## Branca major o Ouled Normach
Normach vivia vers la fi del segle xvii. Segons la tradició va combatre al final de la guerra de Boubbah (1674). El 1689 va fer la guerra als Id Eïchelli del Tagant, i es va lliurar la batalla de Tajala, al Amatlich. Normach va morir en data desconeguda i fou enterrat a Mal. En aquest moment tots els brakna li estaven subjectes com a tributaris i entre tots dominaven el país. Els trarza mateixos hi estaven subjectes i així fou fins al temps d'Ali Chandora, (vers 1703-1727). El va succeir el seu fill Mohammed Al-Heïba, vers el 1700, del que no se sap gairebé res excepta que es va enfrontar amb Ali Chandora dels trarza i aquests es van fer independents. Ali Chandora havia anat a Fez, accompanyat d'Abd Allah Maham, fils d'Al-Qadi, el grand xeïc Ida Ou Ali del Chingueti, i fou ben rebut pel sultà que li va deixar alguns regiments que li van permetre consolidar el seu poder al Trarza i desfer-se de l'hegemonia brakna. L'emir brakna, suposadament Mohammed Al-Heïba, fou derrotat i va haver de fugir al Rekiz (més conegut com el llac Cayar); després es va fer la pau i s'hauria establert alguna mena de tribut dels braknes als trarzes. Vers el 1727 la guerra entre ambdós grups tornava a estar activa, i un atac brakna fou rebutjat; en la retirada cap a Boghé, Ali Chandora, els va perseguir i va morir segons uns en un combat menor i segons altres eneverinat l'endemà de la batalla; fou enterrat prop de Boghé (localment els tuculors l'anomenaven Dibango), en una duna on encara es mostra una tomba. Mohammed Al-Heïba li va sobreviure uns mesos però va morir el 1728.
El fill i successor de Mohammed Al-Heïba fou Ahmed ould Al-Heïba conegut com a Ahomel Heïba. Sota aquest emir es va produir l'escissió que va persistir fins al final de l'emirat.
Hi ha dues versions dels fets, una d'origen maure i una de tuculor. La versió maure diu que l'assemblea dels zenaga va refusar obeir a l'emir Aomel i aquest va marxar des de l'Adrar on estava i va atacar el campament enemic, establert a pocs quilòmetres de Tijikja al Tagant. Els zenaga sota consell de Moham Mokhtar ould Nasri (la mare del qual era zenaga però el pare era àrab i cosí d'Aomel) van enviar ambaixadors a demanar la pau; Moham Mokhtar es va presentar al mateix temps al seu cosí i va fer veure que els zenaga el tractaven malament i va demanar el cap dels ambaixadors oferint pagar el preu fixat per Aomel; aquest es va ofendre tant que va rebutjar el tracte i va dir que mai més tornaria al Tagant, i va retornar a l'Adrar; els merafra llavors es van dividir i ja no van reconèixer una aautoritat suprema única (almenys van sorgir quatre tribus separades: Oulad Abd Allah (Brakna), Oulad Mbarek, Oulad Ghouizi i Oulad Nacer.
La versió tuculor diu que els Merafra dominaven el país del Chamana i feien pagar tribut als seus veïns com els Id Ou Aïch (que pagaven un gall a l'any), els Touabir, els Oulad Aïd i altres, situació que va durar fins a la batalla d'Al-Hareïkat, al Tagant, e l'est de Tijikja, on es van enfrontar els Oulad Abd Allah i elss Id Ou Aïch; aquests darrers, molt inferiors, van buscar estratagemes i se'n van sortir; els Oulad Abd Allah es van dividir: els Oulad Al-Ghouizi i els Oulad Mbarek van emigrar cap a Nioro i Kayes; un conflicte va esclatar entre els Oulad Eli i els Oulad Yatim. Aprofitant les discordies els Id Ou Aïch els van derrotar i es van independitzar deixant de pagar el tribut anual del gall.
Ahmed Al-Heïba va passar els darrers temps lluitant contra els Oulad Ahmed, aliats als descendants dels Oulad Rizg i a l'emir Mokhtar ould Omar dels trarza (vers 1758). Els Oulad Ahmed foren vençuts. La divisió dels Merafra es va traslladar als Ouled Abd Allah que es van escindir entre els Ouled Normach i els Ouled Siyed al Brakna i entre els Ouled Eli i els Litama al Gorgol i l'Assaba. Ahomel Heïba va morir el febrer de 1762, sent enterrat a Nagué, a l'Aoukar; el va succeir el seu fill gran Eli, i després l'altra fill Ahmeïada (una tradició fa a Eli i Ahmeïada germans, però una altra els fa pare i fill). La tomba d'Eli es troba a Al-Qadra, al Raag; Ahmeïada, mort vers 1766, fou enterrat a Tijam, a l'Agan.
La divisió entre els dos grups es va produir després del 1762 en els regnats d'Eli o Ahmeïada. Els Normach nomaditzaven a la sebkha de Tidjiniakout, i a l'entorn de Talorza i Achamin a un dia de marxa al nord de la Sebkha, i a l'època seca anaven al Tiris; més tard sota Ahmeïada van nomaditzar a l'Agan i a la temporada seca a l'Aftout. Les lluites intestines d'aquest temps van causar encara un nou trasllat més al sud: els Oulad Eli, els Oulad Al-Yatim i els Oulad Siyed es van 'instal·lar à Guimi; es van barallar entre ells com ho havien fet amb els Oulad Normach. Els Oulad Al-Yatim, manats per Seïbouli, foren derrotats i van emigrar a l'est del Gorgol, en la regió després anomenada Litama; i els Oulad Eli els van seguir poc després i es van instal·lar a la vall inferior del Gorgol.
Els Normach i els Siyed, únics que van quedar, es van repartir el país: els primers nomaditzarien la regió alta entre Guimi i l'Agan; els altres la part sud entre Guimi i el llac d'Aleg i fins a la Chamama. Aquesta divisió va implicar de fet la independència dels Siyed en relació als Normach. El seu cap, Mokhtar ould Aghrich, es va considerar emir amb el mateix rang que el seu cosí Ahmeïada.

### Emirs Oulad Abd Allah dels brakna
- Abd Allah
- Mohammed
- Normach
- Mohammed Al-Heïba † 1728.
- Ahmed Heïba † 1762
- Eli ould Ahmed (entre 1762-1780)
- Ahmeïada (Ould Eli o Ould Ahmed ?), vers 1780.

#### Xeics dels Oulad Abd Allah, emirs nominals de Brakna
- Ahmeïada va tenir tres fills almenys: Mohammed, Mokhtar Cheikh, Hiba
- Mokhtar Cheikh va tenir un fill, Brahim
- Hiba va tenir dos fills: Mokhtar i Mohammed.
- Mokhtar va tenir cinc fills Brahim, Hiba, Bakar, Mohammed i Lobat (xeïc vers 1920)
- Mohammed Ould Hiba va tenir tres fills: Hiba, Sidi Ahmed i Mokhtar
- Sidi Ahmed va tenir al meny un fill: Mohammed

## Branca dels Oulad Siyed
Segons l'historiador Golberry, Mokhtar va morir el 1766 i el va succeir el seu fill Hamet Moktar (Mohammed Ould Mukhtar). Però alguns historiadors pensen que en realitat el 1766 va morir Ahmeïada i que Hamet va agafar llavors el títol d'emir dels brakna. Fos com fos, nop gaire lluny del 1766, Hamet dels Oulad Siyed va agafar la direcció de l'emirat de Brakna. Els Oulad Siyed encapçalaven les relacions comercials amb els francesos de Saint Louis (britànics 1758-1779) i aquests cada cop més els consideraven els verdaders amos del país, ja que dominaven l'accés a la regió de Chamana des del riu Senegal; els normachs, més al nord, eren desconeguts dels francesos o en tot cas els consideraven els seus tributaris. Els comerciants anglesos del Senegal tanmateix estaven en la mateixa situació, i pagaven des d'almenys el 1767 a Mohammed Ould Mukhtar els drets de duana; el governador frances del Senegal, Louis Legardeur, sieur de Repentigny (1784-1786) va signar el 1785 el primer tractat amb els maures de Brakna, però els primers contactes els havia tingut Agrich, pare de Mokhtar i avi de Mohammed, que va establir les escales del Gall o Coq (a la punta de l'illa de Podor a 10 km riu avall de Podor, que podien utilitzar els brakna i els trarza) i del Terrier Rouge (a la riba dreta 50 km riu amunt de Podor, mercat esclusiu pels brakna) com a mercats per la goma aràbiga que van durar dos segles (a vegades fent aquest servei als mercaders maures de Trarza, quan els seus mercats estaven tancats per conflictes). Els francesos anomenaven a la dinastia els «Lakariches» (derivat d'Ahel Aghrich). Per la història de l'emirat sota aquesta dinastia vegeu les biografies de cada emir.

### Emirs de Brakna (branca Oulad Siyed)
- Siyed (xeïc)
- Seddoun (Brahim), xeïc
- Aghrich (Mohammed), xeïc
- Mokhtar, xeic
- Mohammed Ould Mokhtar, † vers 1800, primer emir de la branca, vuitè de Brakna
- Sidi Eli I Ould Mokhtar, vers 1800 † 1818 (germà), segon/nouè
- Ahmeddou I Ould Sidi Eli, 1818 † 1841, tercer/desè
- Mokhtar Sidi Ould Sidi Mohammed, 1841-1843, quart/onzè
- Mohammed Rajel Ould Mokhtar Ould Sidi Mohammed, 1842-1851, cinquè/dotzè (1842-1843 pretendent en rebel·lió)
- Mohammed Sidi Ould Mohammed Ould Sidi Mohammed, 1851-1858, sisè/tretzè
- Sidi Eli II Ould Ahmeddou I, 1858 † 1893, setè/catorzè
  - Mohammed Al-Habib Ould Mokhtar Sidi, 1863-1864 (pretendent en rebel·lió)
- Ahmeddou II Ould Sidi Eli II, 1893-1903, vuitè/quinzè
- Habib Ould Sidi Eli II, 1903-1919, nouè/setzè

## Conquesta francesa
El 1901 un militar d'origen cors, Xavier Coppolani, fou enviat a la regió per estudiar la situació a Mauritània. A Brakna va establir dos forts, un a Regba, a la frontera entre Trarza i Brakna, i un a Boghé (1902). Fou nomenat comandant de Mauritània el maig del 1903. L'estiu de 1903 va anar a França a passar unes vacances i a la tornada va saber a finals de novembre de 1903, que Ahmeddou havia reunit les seves forces a Aleg i havia aconseguit l'aliança dels Id Ou Aïch per evitar la conquesta francesa, que s'intuïa imminent. Totes les tribus (destacant la militància dels Dieïdiba) van seguir el moviment igual que l'emir Bakkar, dels Id Ou Aïch, exceptuant-se només els Oulad Normach i els Oulad Ahmed, que romanien fidels a França.
El 1 de desembre de 1903 Coppolani va sortir de Boghé, acompanyat del resident a Brakna, del comandant de les tropes del Tagant i un destacament de spahis, Ahmeddou va fugir cap al Chogar. Però la nit del 8 al 9, Ahmeddou va atacar el campament francès; els atacants foren rebutjats. Uns dies després les forces franceses arribaven al Chogar (a 40 km d'Aleg) manats pel capità Chauveaux, i assaltaven el campament de l'emir i derrotaven les forces d'aquest. Aleg va esdevenir una posició francesa, ja que estava en una altura i fou molt ben fortificat. Uns dies després van avançar cap al Tagant (o Taganit) que estava a sis dies de marxa cap al nord-est.
Ahmedou va conferenciar amb Bakkar i els seus fills a Agadel, prop d'Acheram, i van fer un pla de campanya que consistia a recuperar Aleg i d'allí establir posicions a Gueïlat, a l'est de la regió del Mounguel mitjà, i a Mbout. El pla mai es va executar. Mentre els francesos van arribar a Mal (70 km a l'oest d'Aleg i 80 km al nord de Kaédi) l'1 de febrer de 1904 i van instal·lar una altra posició fortificada com havien fet abans a Mouit. Les tribus marabútiques Id ag Jemouella, Torkoz, Touabir, Toumodok, Lemtouna, Tâgât, Hejaj, i alguns campaments aïllats es van sotmetre. Els Oulad Ahmed, que tenien 600 homes en armes, es van instal·lar a Mal al servei dels francesos. Altres tribus marabútiques es van sotmetre dies després. La nit del 16 al 17 de febrer els Id Ou Aïch van atacar Mouit però foren rebutjats i es van retirar cap al Tagant. Cheikh Sidïa va aconseguir la submissió dels Kounta de Brakna i de Tagant, algunes fraccions dels Ahel Sidi Mahmoud, la major part dels Chrattit, i alguns Tadjakant.
El 9 de març de 1904 les forces franceses van sortir cap al Tagant sortint en dues columnes una des de Mal i una des de Mouit que es van ajuntar l'11 i el dia 14 van arribar a Gour Mal on tenien els campaments Ahmeddou II i Othman Ould Bakkar (fill de l'emir Bakkar) que es disposaven a enfilar cap a les muntanyes de l'Assaba. Els guerrers van marxar i els homes dels ramats es van rendir. Els presoners foren retornats per la columna francesa a Brakna.
El 13 de juliol de 1904 la major part dels Oulad Siyed, dirigits per Mohammed Krara (germà d'Ahmedou II) es van sotmetre als francesos a Boghé. En la seva fugida havien passat moltes penalitats i 15 persones havien mort de fam i estaven esgotats. També el marabut Abd El-Jelil es va sotmetre en nom dels Dieïdiba, i finalment Cheikh Fal. Tots ells van pagar una contribució de guerra consistent en general en ramats. Després d'això ja només hi havia una mica de resistència al nord, amb puntuals accions guerrilleres. Ahmeddou va rebre hospitalitat del seu alitat Bakkar i es va retirar als campaments Abakak de l'Assaba.
Bakkar no va trigar a fer ofertes de submissió però de moment no es van concretar, ja que l'ocupació del Tagant es va ajornar fins a l'estació seca següent. La mort de Coppolani el 1905 va aturar aquesta conquesta, i el 1906 van arribar a la zona guerrers enviats pel xerif del Marroc que van assetjar Tijikja i van aconseguir atreure alguns caps ja sotmesos, com Bakkar Ould Ahmeïada, caps dels Oulad Normach (novembre de 1906) que havia estat perjudicat per un tribunal establert pels francesos. L'activitat de la resistència era constant encara que poc perillosa. Ould Assas, fill de l'emir tenia una banda que durant dos anys saquejava arreu. S'havia format una aliança entre Ahmeddou, Mohammed Mokhtar, cap dels Kounta del Tagant i Othman Ould Bakkar, emir dels Id Ou Aïch, que van escriure a Cheikh Sidïa i a Ahmed Salum III Ould Brahim, de Trarza, als que van convidar a evacuar Trarza i unir-se als rebels. Després les partides dels Id Ou Aïch es van multiplicar fent ràtzies arreu (inclòs una a 20 km de Mal). Diversos grups pacificats es van revoltar. Una columna de reforç manada per Michar fou enviada a la zona, i algunes rebel·lions foren aturades generalment pagant una multa i entregant les armes. Ould Assas va ser ferit i donat per mort però es va poder recuperar a l'Adrar, tot i que sembla que va acabar morint el 1907. Bakkar ould Ahmeïada, cap dels Oulad Normach, operava al nord de Boghé però fou assassinat la nit del 30 de desembre de 1907 en un altercat amb els seus homes. El 1908 les lluites continuaven.
El cercle de Brakna fou constituït inicialment per decret del governador general de 26 de desembre de 1905 amb les antigues regions de Mal i de Regba, a les que es va ajuntar l'antiga regió de Gorgol, a la riba dreta d'aquest riu (oued). La capital fou Aleg, i hi havia dues residències: Boghé i Mal. El 1908 els francesos volien canviar la capital de Brakna des d'Aleg a Chogar, però el projecte fou ajornat i no es va arribar a concretar.
A final de l'any 1908 i començament del 1909 l'emir Ahmeddou va aparèixer a Brakna, fins a la Chamana, per instigar a les tribus a la dissidència. Perseguit va haver de fugir. Llavors fou el seu germà Hobeïb (Mohammed Al-Habib) que va fer incursions a Brakna i es va fer donar de grau o per força, regals per part dels marabuts i dels tuculors. Al retorn de la columna Gouraud el desembre de 1909, que venia de sotmetre l'Adrar, la majoria dels caps de la resistència a Brakna i Trarza es van sotmetre el 1910 (Ould Deïd, Isselmou ould Mokhtar Oummou, Ahmed ould Bou Bakar, Lobat ould Ahmeïada, Sidi Ahmed ould Bou Bakkar, i altres) i es van presentar a Boutilimit o a Aleg on van deposar les armes. Dels caps principals només restava Seneïba, que es va entregar unes setmanes més tard, i l'emir Ahmeddou, irreductible que es va refugiar al sud del Marroc
El cercle fou modificat per decret del governador general de 26 de desembre de 1912 limitant al nord amb el cercle de Tagant, a l'est pel de Gorgol, a l'oest per Trarza i al sud pel riu Senegal que el separava de la colònia del Senegal. El formaven el Brakna (capital Aleg) i la Chamama, zona d'inundació del Senegal, habitat pels tuculors (capital Boghé). Aleg era la capital de tot el cercle.
Un decret del 30 de juny de 1918 va dividir el cercle en dos cercles basats en les dues regions geogràfiques: el primer, que conserva el nom de Brakna, era el cercle habitat pels maures, i estava subjecte a un oficial amb seu a Aleg; el segon, que va agafar el nom de Chamama, era un cercle habitat per negres i estava subjecte a un administrador resident a Boghé. La regió de Brakna comprenia quatre regions naturals: l'Amechtil, país de dunes i pous fondos amb un sòl arenós; l'Agan, comarca de dunes i de roques amb zones de maresmes després de les pluges i de vegades humides tot l'any; l'Akel, regió intermèdia entre les dues anteriors, amb un sòl compacte que reté l'aigua i amb maresmes que no duren més de tres mesos després de les pluges; i l'Aftouth, al nord de la Chamama, de la qual està separada per una línia de dunes baixes; l'aigua és abundant a l'hivern i a l'estiu se la troba a poca profunditat i a nombrosos tamourts (llacunes o rierols) de les que destaquen Aguiert, Guimi; Chogar-Toro; Lemaoudou; Aleg (conca de l'Oued Katchi); Mal, que sovint desaigua al riu Senegal pel Khat; la riba dreta de la conca del Gorgol amb els tamourts de Dionaba, Chogar-Godel, i els oueds Lgoussi, Mouit, Mounguel. El riu principal és l'oued Katchi (pronunciat Katyi o també Kaki) de 170 kilòmetres, que desaigua al llac d'Aleg. Els llits d'aquests tamourts i oueds són formats per terra al·luvial.